# Xã Hopedale, Quận Tazewell, Illinois
Xã Hopedale (tiếng Anh: Hopedale Township) là một xã thuộc quận Tazewell, tiểu bang Illinois, Hoa Kỳ. Năm 2010, dân số của xã này là 1.913 người.